# Lachlan Dreher
Lachlan George Dreher (* 11. April 1967 in Melbourne) ist ein ehemaliger australischer Hockeyspieler, der mit der australischen Hockeynationalmannschaft 1992 Olympiazweiter sowie 1996 und 2000 Olympiadritter war.

## Sportliche Karriere
Der 1,75 m große Lachlan Dreher spielte von 1989 bis 2002 im Tor der australischen Nationalmannschaft. Bei der Champions Trophy 1989 gewann er seinen ersten internationalen Titel. Weitere Siege bei der Champions Trophy gelangen den Australiern 1990, 1993 und 1999.
1990 nahm Dreher an der Weltmeisterschaft in Lahore teil. Die Australier unterlagen im Halbfinale der pakistanischen Mannschaft mit 1:2. Im Spiel um den dritten Platz gewannen sie gegen die deutschen Herren mit 2:1. Bei den Olympischen Spielen 1992 in Barcelona wirkte Lachlan Dreher nur in einem Gruppenspiel mit, Stammtorhüter war Damon Diletti, der auch im Finale bei der 1:2-Niederlage gegen die Deutschen im Tor stand. Vier Jahre später bei den Olympischen Spielen 1996 in Atlanta war Dreher Stammtorhüter. Die Australier qualifizierten sich trotz einer Vorrundenniederlage gegen die Niederländer für das Halbfinale. Nach der Halbfinalniederlage gegen die Spanier trafen die Australier im Spiel um Bronze auf die Deutschen und gewannen mit 3:2. Bei der Weltmeisterschaft 1998 in Utrecht unterlagen die Australier im Halbfinale den niederländischen Herren mit 2:6. Das Spiel um Bronze verloren sie gegen die Deutschen mit 0:1. 2000 in Sydney nahm Dreher zum dritten Mal an Olympischen Spielen teil. Die Australier gewannen ihre Vorrundengruppe mit drei Siegen und zwei Unentschieden. Im Halbfinale gegen die Niederländer stand es am Ende 0:0 und durch Penaltyschießen erreichten die Niederländer das Finale. Die Australier siegten im Kampf um Bronze gegen die pakistanische Mannschaft mit 6:3. Lachlan Dreher wechselte sich bei diesem Turnier mit Damon Diletti ab. Während Diletti im Halbfinale spielte, stand Dreher im Spiel um die Bronzemedaille auf dem Platz. 2002 nahm Dreher an der Weltmeisterschaft in Kuala Lumpur teil. Nach einem 4:1-Halbfinalsieg über die niederländische Mannschaft unterlagen die Australier im Finale mit 1:2 gegen die deutsche Mannschaft.